# Rue Antonius Dewinter

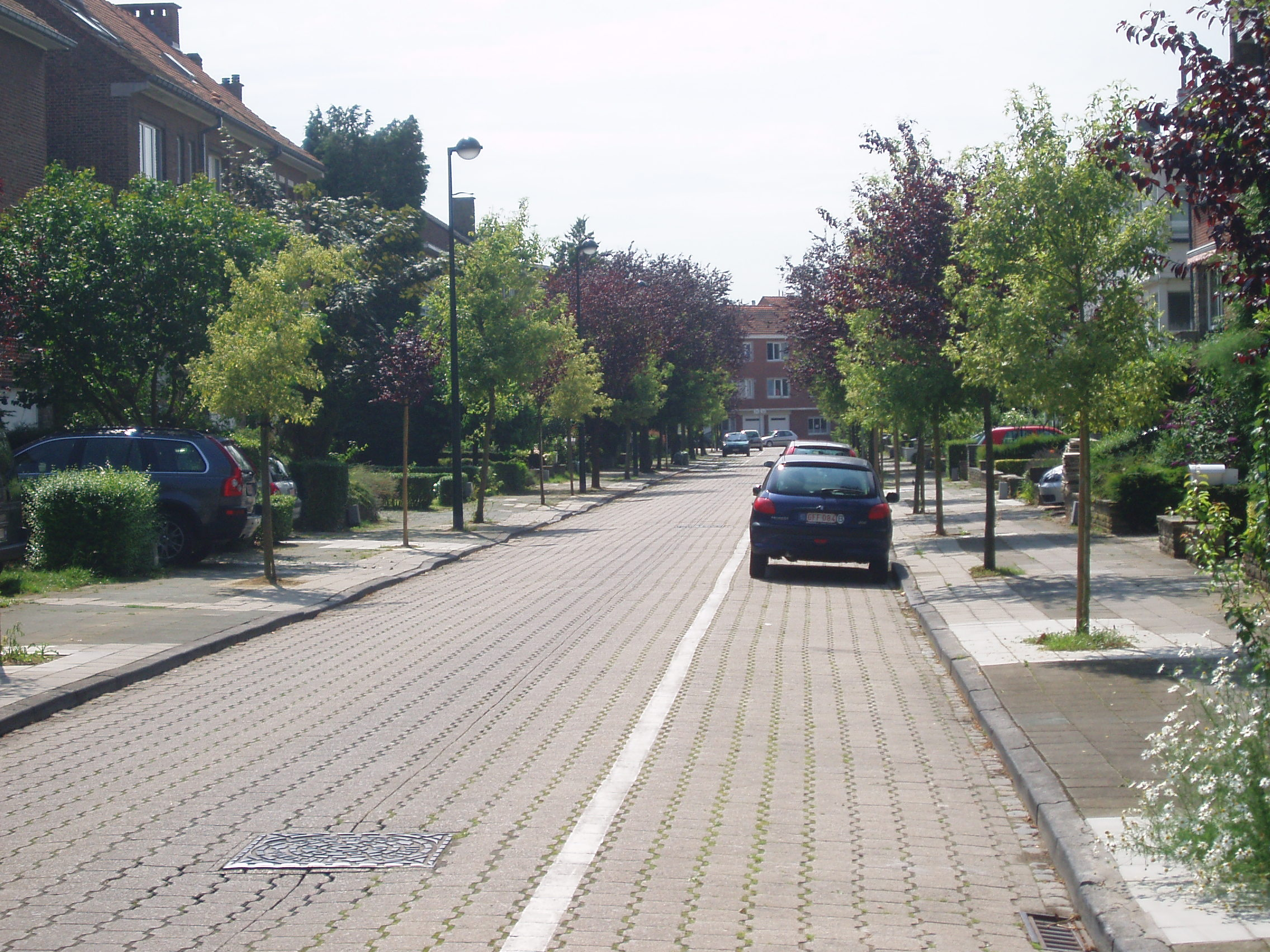
L'avenue Antonius Dewinter

La rue Antonius Dewinter est une rue bruxelloise de la commune d'Auderghem qui prolonge l'avenue Hugo van der Goes depuis l'avenue Charles Schaller jusqu'à la place André Duchêne.
Elle est longue d'environ 190 mètres.

## Historique
La rue fut baptisée le 25 avril 1952 en même temps que quatre autres voies publiques de la commune.
A. Dewinter était un prisonnier politique de la Seconde Guerre mondiale[réf. souhaitée].
La rue reliait alors l'avenue Charles Schaller à l'avenue Jean Van Horenbeeck mais en 1955 elle dut céder une partie de sa surface pour pouvoir aménager l'avenue des Héros.
- Premiers permis de bâtir délivrés le 6 juin 1952 pour les no 10 et 12.